# 446 км (зупинний пункт)
446 кіломе́тр — закрита пасажирська зупинна залізнична платформа Лиманської дирекції Донецької залізниці. Розташована у центрі м. Авдіївка, Покровський район, Донецької області на лінії Ясинувата-Пасажирська — Покровськ між станціями Ясинувата-Пасажирська/Донецьк (11 км/13 км) та Авдіївка (1 км).
Через військову агресію Росії на сході Україні транспортне сполучення припинене.